# Лавдара Мала
43° 55′ 03″ N 15° 13′ 47″ E / 43.91750° С; 15.22972° И
Лавдара Мала је ненасељено острвце у хрватском дијелу Јадранског мора. Налази се у Задарском архипелагу, око 0,6 km југоисточно од острва Лавдара. Њена површина износи 0,054 km², док дужина обалске линије износи 0,91 km. Највиши врх је висок 29 m. Грађена је од кречњака и доломита кредне старости. На јужној страни острвца се налази свјетионик. Административно припада општини Сали у Задарској жупанији.